# Carl Krampf

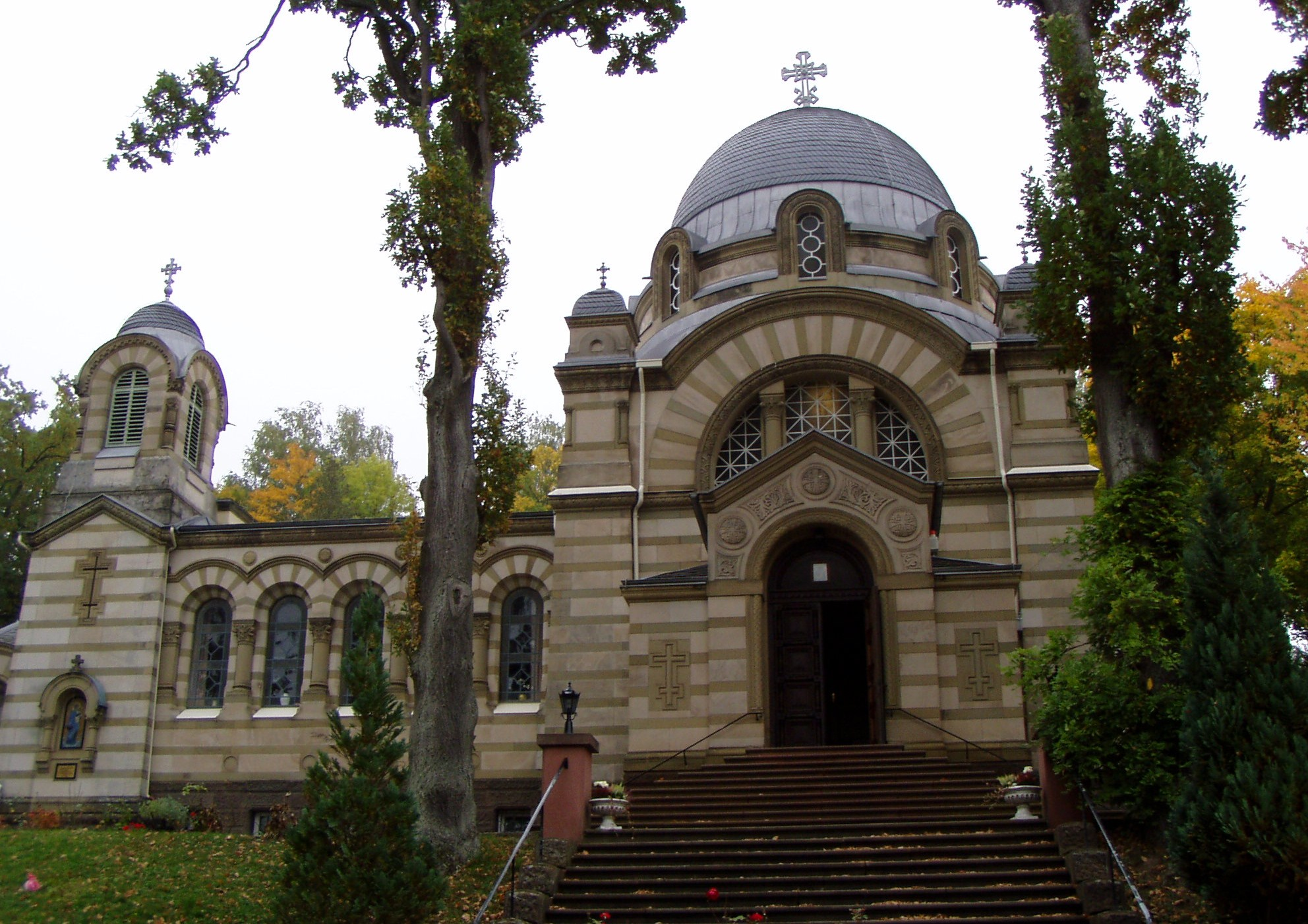
Russische Kirche

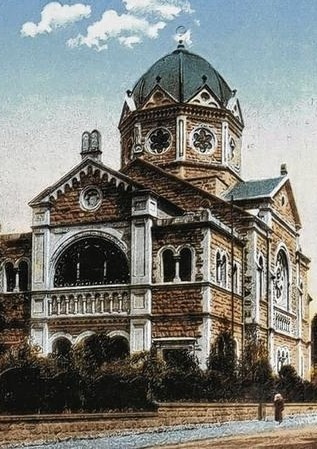
Neue Synagoge

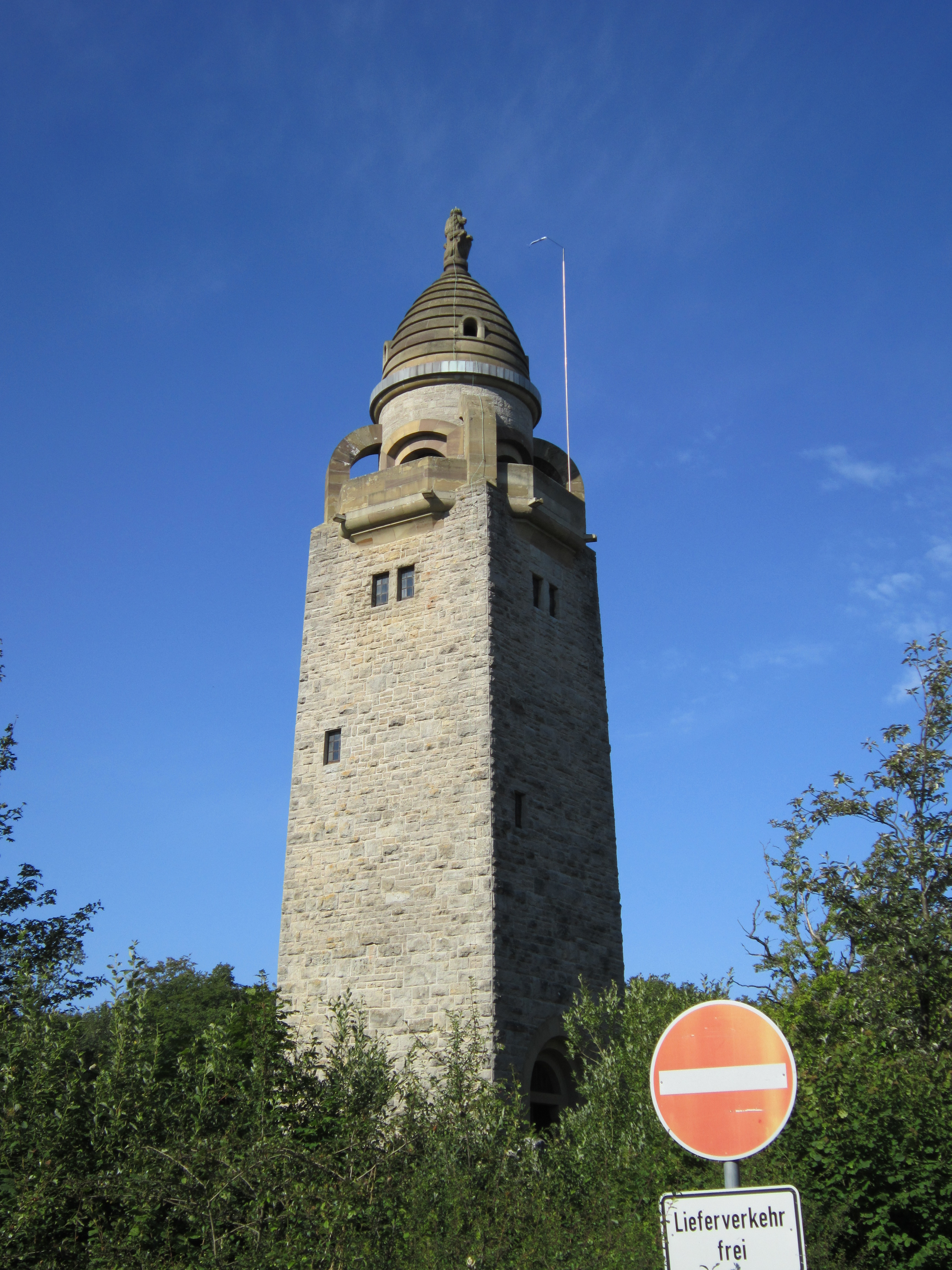
Wittelsbacher Turm

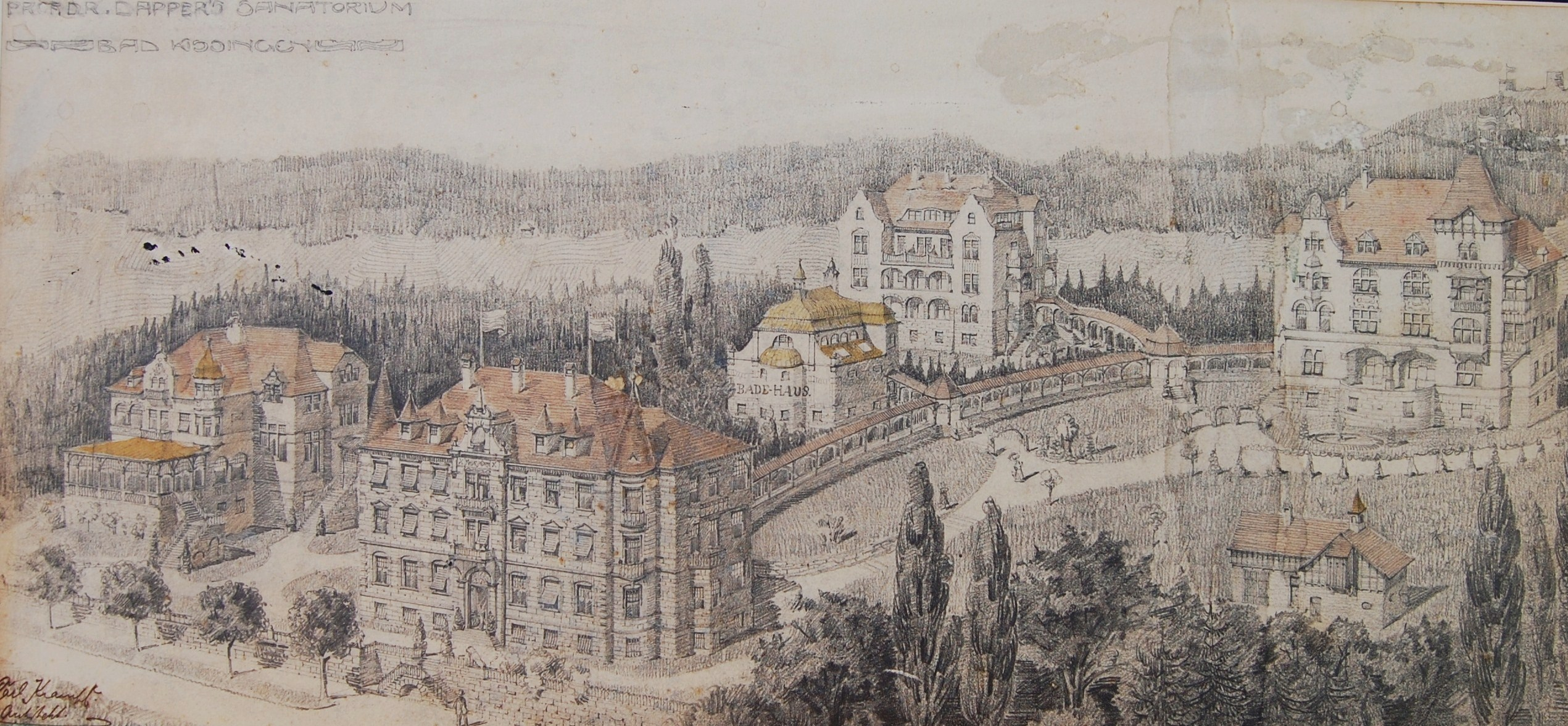
Eigenhändige Zeichnung der Dapper-Sanatoriumsanlage in Bad Kissingen

Carl Krampf (* 23. August 1863 in Bad Kissingen; † 16. Juni 1910 ebenda; vollständiger Name Franz Carl Joseph Krampf) war ein deutscher Architekt und Bauunternehmer.

## Leben
Krampf war eines von sechs Kindern des Hoteliers Wilhelm Krampf (1831–1917), Inhaber des Hotels „Wittelsbacher Hof“ in Bad Kissingen, und der Bierbrauers- und Gastwirtstochter Barbara (Babette) Graser (1836–1908) aus Untersteinbach (heute Rauhenebrach, Landkreis Haßberge). Auch Carls wesentlich jüngerer Bruder Franz Krampf (1875–1945) war Architekt; von diesem stammt in Bad Kissingen unter anderem der Tattersall.
Carl Krampf lebte als „Privatarchitekt“ in Bad Kissingen und war zu seiner Zeit der bedeutendste Architekt der weiteren Region. Allein in Bad Kissingen hat er um die Jahrhundertwende mit etwa 50 Bauwerken das Bild seiner Heimatstadt nachhaltig geprägt. Zur wirtschaftlichen und gesellschaftlichen Glanzzeit der Kurstadt führte er dort eine künstlerisch wertvolle und ästhetisch befriedigende Bauweise ein und folgte mit seiner Architektur den damals beliebten Stilrichtungen des Historismus und des Jugendstils. Einige seiner Bauwerke sind noch immer erhalten und stehen heute unter Denkmalschutz.
Er war Mitinhaber der Bad Kissinger Bauunternehmung „Krampf & Bauer“. Als angesehener Bürger Bad Kissingens wurde er als Mitglied in den Magistrat gewählt. Außerdem war er Oberleutnant der Landwehr, Mitglied der Freiwilligen Feuerwehr und Gründungsmitglied der Sektion Bad Kissingen des Deutschen Alpenvereins.
Krampf heiratete am 13. April 1894 in Bad Kissingen Olivia Streit (* 1. Januar 1874 in Oakland (Kalifornien), USA; † 10. August 1913 in Bad Kissingen), die Tochter des Kissinger Privatiers Kaspar Wilhelm Streit (1839–1899) und der Amerikanerin Barbara Hack (1846–1915). Aus dieser Ehe stammen die Tochter Anna (1897–1961) und der Sohn Wilhelm Karl Franz Krampf (1898–1991), Professor an der Universität Regensburg.
Krampf wurde auf dem Kapellenfriedhof beigesetzt.

## Bauwerke
- 1888: Zusammenführung des Hotels Kaiserhof und des Hotels Karl von Hess zum Kaiserhof Victoria
- 1892: Salinenstraße 16 in Bad Kissingen
- 1893–1894: Sanatorium Sanatorium Dr. Dapper in der Menzelstraße 21 in Bad Kissingen
- 1896–1897: Marktplatz 9 in Bad Kissingen
- 1897: Salinenstraße 22 in Bad Kissingen
- 1897: Neugestaltung Theresienstraße 12 in Bad Kissingen
- 1898: Maxstraße 30 in Bad Kissingen
- 1898: Salinenstraße 4a in Bad Kissingen
- 1898: Neugestaltung Weingasse 1 in Bad Kissingen
- 1898–1900: St.-Laurentius-Kirche in Reiterswiesen, heute Ortsteil von Bad Kissingen
- 1898–1901: Bauausführung der russisch-orthodoxen Kirche in Bad Kissingen nach Plänen (1897/1898) des russischen Hofbaumeisters Viktor Schröter
- 1899: Bauleitung für das neue Dampfbrauhaus der ehemals fürstbischöflichen Brauerei in Aschach
- 1899: Hartmannstraße 25 in Bad Kissingen
- 1899: Salinenstraße 26 in Bad Kissingen
- 1899: Salinenstraße 37 (Bad Kissingen) mit Ladenzeile (1904)
- 1900: Maxstraße 24 in Bad Kissingen
- 1900: Villa mit Turm und Holzlauben in Münnerstadt (Gymnasiumstraße 17)
- 1902: Neue Synagoge mit jüdischem Gemeindehaus (1898) in Bad Kissingen
- 1902: Frühlingstraße 5 in Bad Kissingen
- 1902/03: Prinzregentenstraße 11 in Bad Kissingen
- 1903: Wohnhaus von Valentin Weidner am Maxplatz 1 (heute Valentin-Weidner-Platz 1); im Jahr 1904 um ein Gartenhaus mit Künstleratelier ergänzt
- 1903: Menzelstraße 14 in Bad Kissingen
- 1903/04: Ludwigstraße 14 in Bad Kissingen
- 1903/04: Salinenstraße 41 in Bad Kissingen
- 1903/04: Von-der-Tann-Straße 11 in Bad Kissingen
- 1904: Ludwigstraße 21 in Bad Kissingen
- um 1905: Hartmannstraße 20 in Bad Kissingen
- 1905: Israelitische Kinderheilstätte in der Salinenstraße 34
- 1905: Obere Marktstraße 2 in Bad Kissingen (Umgestaltung des Erdgeschosses)
- 1905/06: Menzelstraße 6 in Bad Kissingen
- 1906: Marktplatz 15 in Bad Kissingen
- 1907: Planung und Bauleitung des Wittelsbacher Turms in Bad Kissingen
- 1907: Balthasar-Neumann-Promenade 16 in Bad Kissingen
- 1907/08: Schönbornstraße 16 in Bad Kissingen
- 1908: Hartmannstraße 11 in Bad Kissingen (Rückgebäude)
- 1908: Am Steig 16 in Bad Kissingen
- 1909: Bismarckstraße 36 in Bad Kissingen (Kurhotel und Gartenhaus)
- 1909: Hartmannstraße 30
- 1910: Marktplatz 10 in Bad Kissingen
- 1910: Marktplatz 7 in Bad Kissingen
- 1912: Marktplatz 17 in Bad Kissingen